# باشگاه فوتبال اورنج کانتی
باشگاه فوتبال اورنج کانتی (انگلیسی: Orange County SC) یک باشگاه فوتبال است که در اراوین در حومهٔ لس آنجلس قرار دارد و در لیگ یو اس ال آمریکا حضور دارد.

این تیم تا سال ۲۰۱۰ لس آنجلس بلوز نام داشت که در این سال به اورنج کانتی بلوز تغییر نام داد.

مالک سابق این باشگاه دو ایرانی به نام‌های علی منصوری و مریم منصوری بود.
بازیکنان ایرانی که در این تیم بازی کرده‌اند:
- مهرشاد مؤمنی
- محمد رکنی‌پور
- امیر عابدزاده
- شهریار داستان
- محمد محمدی
- داریوش یزدانی